# 淺尾奥山 (4代目)
四代目 淺尾奥山（よだいめ あさお おくやま、明治27年〈1894年〉1月4日 - 昭和49年〈1974年〉11月29日）とは、上方の歌舞伎役者。屋号は錢屋。定紋は木槌、替え紋は裏牡丹。本名は尾田木駒造。
京都生まれ。三代目淺尾大吉（浅尾関十郎）の門人となり、浅尾関三郎を名乗って初舞台を踏む。昭和5年（1930年）1月、淺尾奧山の名跡を襲名。以後関西歌舞伎で世話物の老け役、脇役として活躍する。昭和30年（1955年）から長谷川一夫の誘いで映画に転じ大映京都に所属し、映画や東宝歌舞伎に約10年間出演した。その後歌舞伎に復帰し東宝系で活躍。
堅実で老巧な芸で「名優奧山」と賞され、『治郎吉懺悔』の伝吉、『仮名手本忠臣蔵』の「六段目」のおかやなどが印象に残る舞台だったが、特に最晩年の昭和48年（1973年）7月、歌舞伎座で十七代目中村勘三郎と舞台を共にした『夏祭浪花鑑』の義平次は絶賛された。